# 永平衛
永平衛，明代的一個衛所，設於洪武三年正月。明永平府即今河北盧龍縣。該衛洪武三年底起始隸燕山都衛，後改隸北平都司，永樂元年改直隸北京留守行後軍都督府。 弘治《永平府志》所言衛「洪武四年建」，與《大明一統志》、《讀史方輿紀要》記載相同，皆指衛署建築時問。